# 草津駅 (滋賀県)
草津駅（くさつえき）は、滋賀県草津市渋川一丁目にある、西日本旅客鉄道（JR西日本）の駅である。当駅から京都駅・大阪駅・神戸駅を経由して山陽本線（JR神戸線）の西明石駅（兵庫県明石市）までの約120 kmが複々線区間であり、日本最長の複々線区間の起点駅である。
東海道本線と草津線の2路線が乗り入れ、東海道本線を所属線とする。東海道本線は「琵琶湖線」の路線愛称設定区間に含まれている。草津線は当駅を終着駅とし、一部の列車は東海道本線の京都方面との直通がある。駅番号は東海道本線（琵琶湖線）にのみJR-A24が付与されている。

## 歴史

### 年表
- 1889年（明治22年）
  - 7月1日：官設鉄道の駅として分岐点（後の深谷） - 馬場駅（現在の膳所駅）間の開通と同時に開業[3]。旅客・貨物の取り扱いを開始[3]。延伸開業区間で最も古い6駅（長岡、米原、彦根、能登川、八幡、草津）のひとつ。
  - 8月1日：構内での飲食物販売開始。
  - 12月15日：関西鉄道 当駅 - 三雲駅間開通[4]。
- 1895年（明治28年）4月1日：線路名称制定。東海道線（1909年より東海道本線）の所属となる。
- 1907年（明治40年）10月1日：関西鉄道が国有化される[4]。
- 1909年（明治42年）10月12日：線路名称制定。旧・関西鉄道の柘植駅 - 草津駅間が草津線となる。
- 1955年（昭和30年）12月：5・6番ホームを増設。
- 1956年（昭和31年）11月19日：米原駅 - 京都駅間の電化が完成し、草津駅も電化される[5]。草津駅 - 京都駅間の列車が35往復から42往復に増便され、ほぼ30分に1本の利便性になった[6]。
- 1967年（昭和42年）4月12日：現在の橋上駅舎が完成、使用開始。
- 1968年（昭和43年）4月10日：西口開設。
- 1970年（昭和45年）
  - 3月9日：当駅 - 京都駅間の複々線化が完成[5]。
  - 11月：草津線の付替が行われ、高架の新線で運行が開始される[7]。
- 1971年（昭和46年）4月26日：当駅発着となる新快速の運転が開始される[8]。
- 1980年（昭和55年）3月3日：草津線の電化工事が完成[9]。
- 1986年（昭和61年）11月1日：貨物の取り扱いを廃止[3]。
- 1987年（昭和62年）
  - 3月31日：貨物の取り扱いが再開[3]。ただし以降の貨物取り扱い実績はない。
  - 4月1日：国鉄分割民営化により、西日本旅客鉄道（JR西日本）・日本貨物鉄道（JR貨物）の駅となる[3][4]。
- 1988年（昭和63年）3月13日：路線愛称の制定により、東海道本線で「琵琶湖線」の愛称を使用開始。
- 1998年（平成10年）3月22日：自動改札機を設置し、供用開始[10]。
- 2002年（平成14年）7月29日：JR京都・神戸線運行管理システム導入[11]。
- 2003年（平成15年）
  - 3月15日：改札内のエレベーター、エスカレーターが使用開始。
  - 11月1日：ICカード「ICOCA」の利用が可能となる。
- 2007年（平成19年）3月18日：駅自動放送を更新。
- 2009年（平成21年）3月14日：JR貨物の駅が廃止され、貨物の取り扱いは再び終了[注釈 1]。
- 2015年（平成27年）3月12日：入線警告音の見直しに伴い、接近メロディ導入[12]。
- 2016年（平成28年）3月26日：大阪駅へ直通する特急「しなの」の運行が廃止されたため、寝台特急を除く全ての定期特急列車が当駅に停車するようになる。
- 2018年（平成30年）3月17日：駅ナンバリングが導入され、使用を開始する[13]。

### 関西鉄道の山田延伸計画
関西鉄道は草津駅から草津市山田町の山田港まで鉄道を延伸する計画を持った。山田港以降は大津まで湖上輸送を行い、その先の京都へは琵琶湖疏水を用いて官設鉄道より安い運賃でアクセスすることを目論んだ。路線は初めは天井川である草津川をくぐる計画であったが、工事費がかさむのを避けるため西方に向かって草津川の河床が低くなった位置に鉄橋を架ける路線が構想された。それでも既に敷設された官設鉄道をまたぐ部分で巨額の資金を要した。資金不足に加え、関西鉄道が京都 - 名古屋間ではなく大阪 - 名古屋間での輸送を主軸に考えるようになったことから山田に延伸する計画は立ち消えた。

### 駅構造の変化
非電化時代は駅本屋に面した単式ホームが草津線用の1番のりばと下り本線の2番のりば、ホームのない中線を挟み、上り本線である3番のりばと同副本線の4番のりばの島式ホームという構造であった。
電化工事にあたって、草津駅に電力工事区が設置された。1965年（昭和30年）11月、琵琶湖側に延長260 mのプラットホームが1本新設された。構内の線路は4本だったのが6本に増え、東海道本線は島式ホーム2面4線で下り線には貨物待避線を持ち、草津線は単式ホーム1面1線であった。草津線のホームには貨物ホームや貨物仕分線なども設置されていた。構内にある草津川トンネルは当時供用していたトンネルの琵琶湖側18 mの位置に上下線用のトンネルを新設した。この時、架線を張るために大径のトンネルを建設することから草津川の河床は70 cm上げられ、水害対策として川幅も20 mから30 mに拡幅されている。この工事に先立つ1952年（昭和27年）には草津川を平地化する案も出たが、費用面で滋賀県と国鉄の調整がつかずトンネル化に落ち着いた経緯がある。
電化は1956年（昭和31年）11月19日に完成し、東海道本線の列車の本数は増加したが、当時非電化だった草津線との直通列車がなくなったことで草津駅で全て乗り換えなければならなくなり、草津線ユーザーからは直通列車を復活するよう要望が出されることとなった。
1967年（昭和42年）4月12日に橋上駅に改築された。なお、橋上駅舎を設けた鉄道駅は滋賀県内に限ると当駅が最初の駅であった。
1970年（昭和45年）3月9日に輸送需要の増大が予想され当駅 - 京都駅間が複々線化。これに伴いホームが増設された。また、折り返し施設や貨物待避線の新設が行われた。さらに同年11月に草津線の線路を変更し東海道本線からの直通草津線上り列車は東海道本線を立体交差で越える構造になった。駅の配線切替は12か月にわたって計52回行われ、1969年（昭和44年）5月31日から翌日に行われた作業は翌日まで16時間かけて行われたもので作業員1350人、運行に影響が及んだ列車400本を超えた。
草津線の旧線路敷は道路に転用されている。草津線（旧線）分岐点横には草津線用蒸気機関車の転車台・給炭所・給水塔の設備もあった。現在それらの跡地は保守車両基地とマンションになっている。かつては貨物業務の扱いと草津線直通列車の機関車の交換作業と操車場機能があった。上下線の外側には側線が残っているが、現在は使用されていない。
草津線を開業した関西鉄道が駅南側に検修庫などを持っていた。使用廃止後も跡地が平成になるまで残っていたが、現在は近鉄百貨店草津店とマンション（近鉄不動産物件）になっている。

## 駅構造

### のりば
| のりば | 路線     | 方向 | 行先             | 備考                             |
| ------ | -------- | ---- | ---------------- | -------------------------------- |
| 1・2   | 草津線   | -    | 貴生川・柘植方面 | 京都からの直通電車は5・6番のりば |
| 3・4   | 琵琶湖線 | 下り | 京都・大阪方面   | 草津線からの直通電車は2番のりば  |
| 5・6   | 琵琶湖線 | 上り | 米原・長浜方面   |                                  |

- 上表の路線名は旅客案内上の名称（「琵琶湖線」は愛称）で記載している。

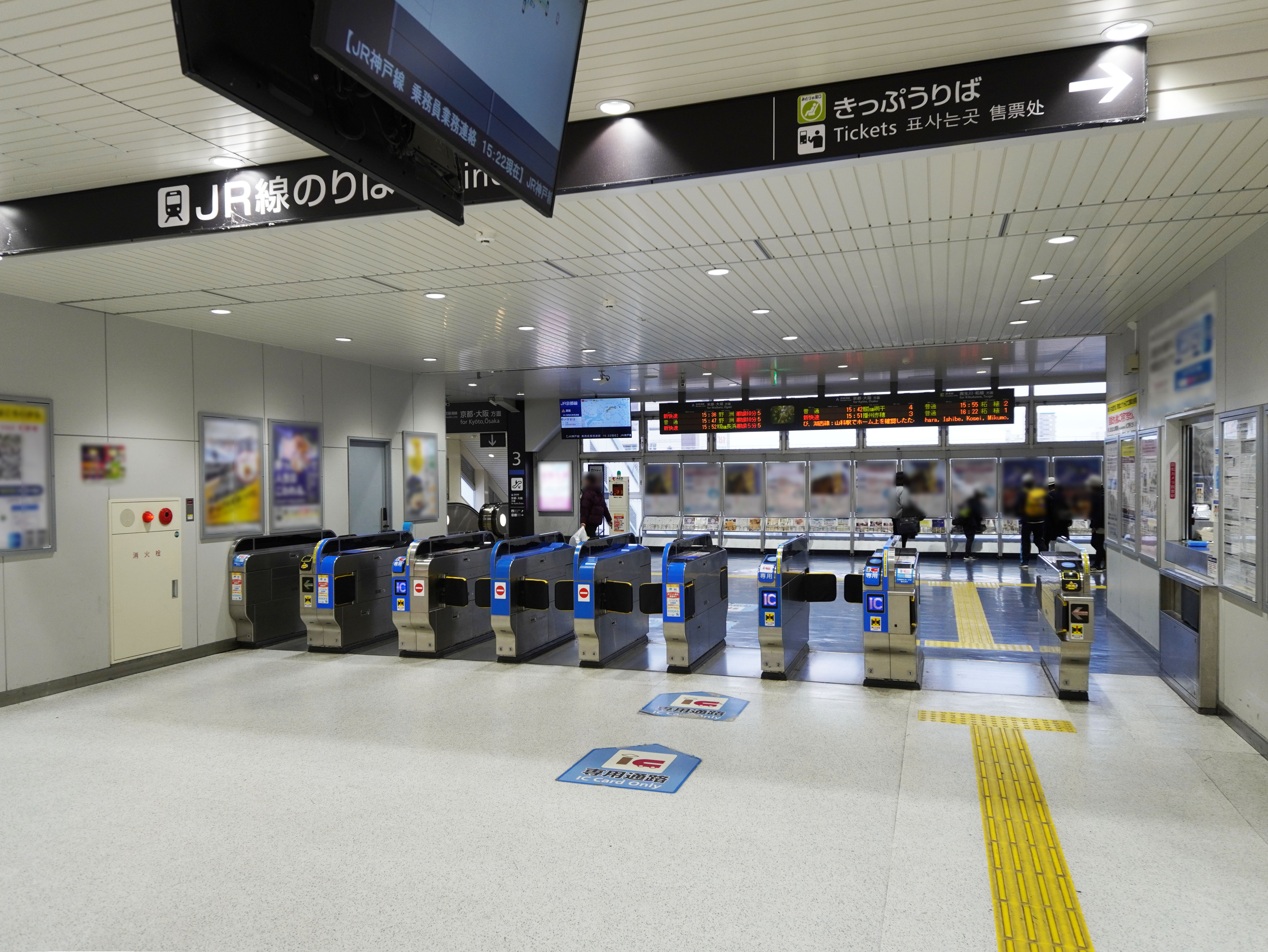
改札口（2022年12月）
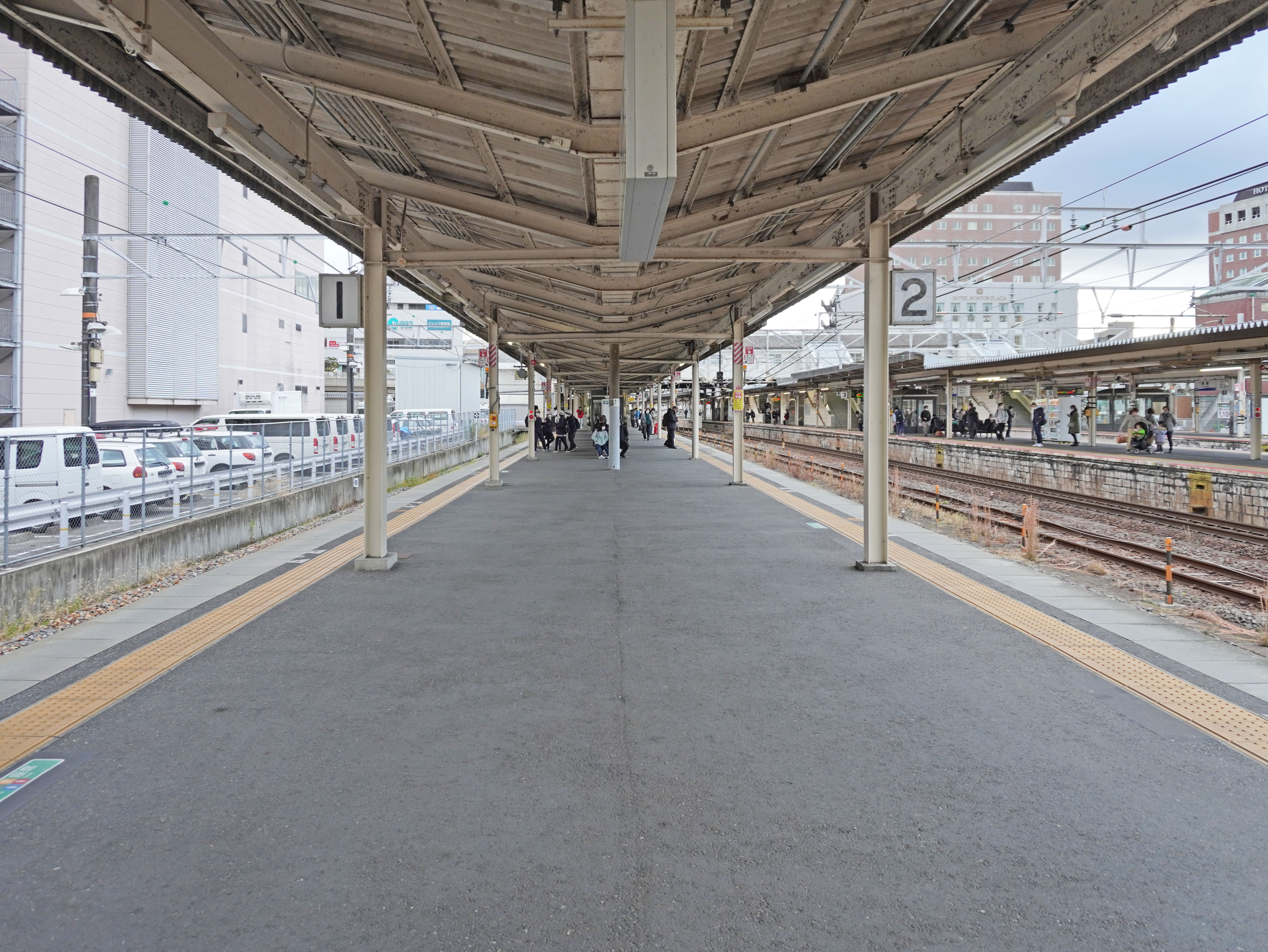
1・2番のりばホーム（2022年12月）
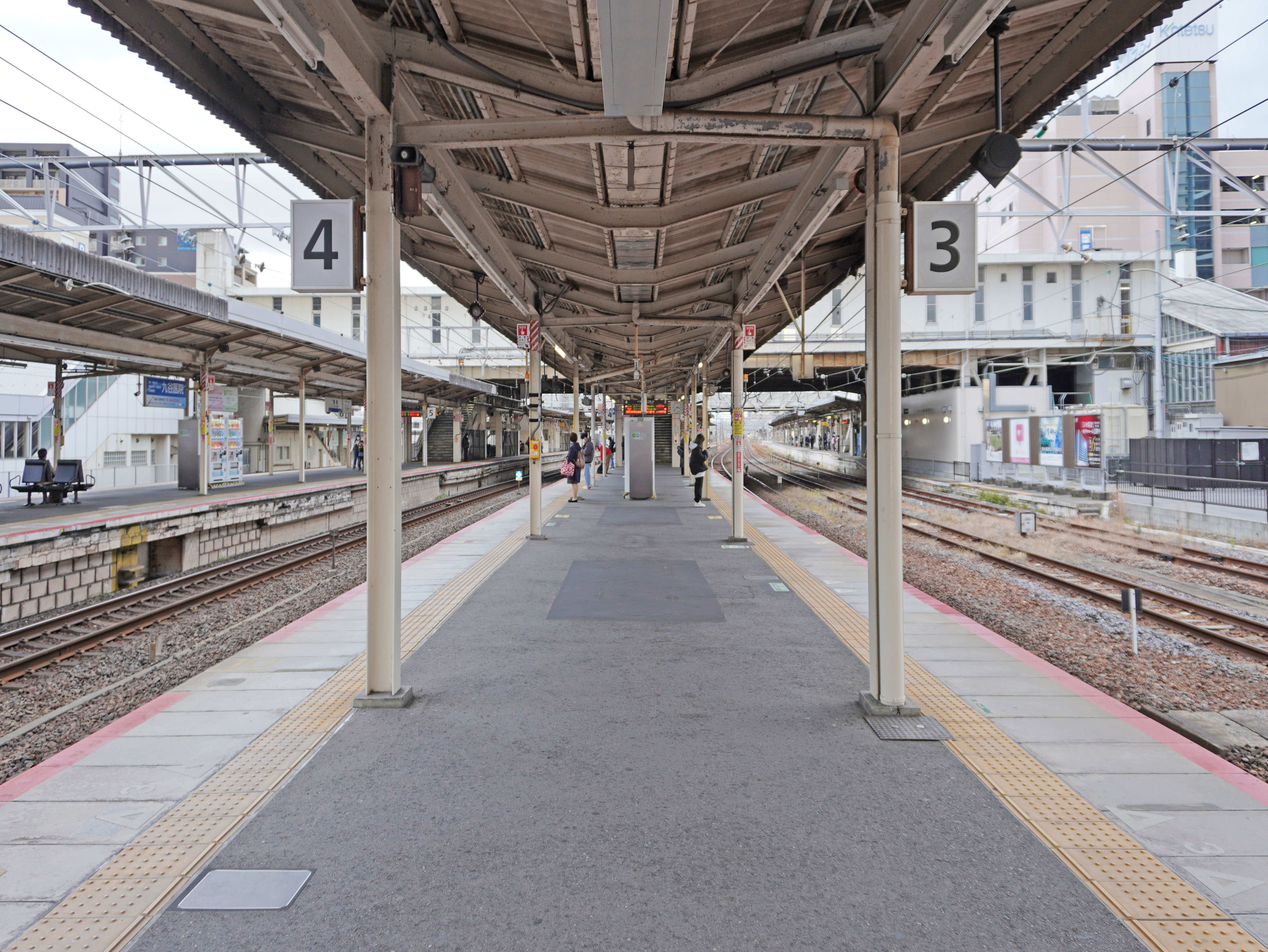
3・4番のりばホーム（2022年12月）
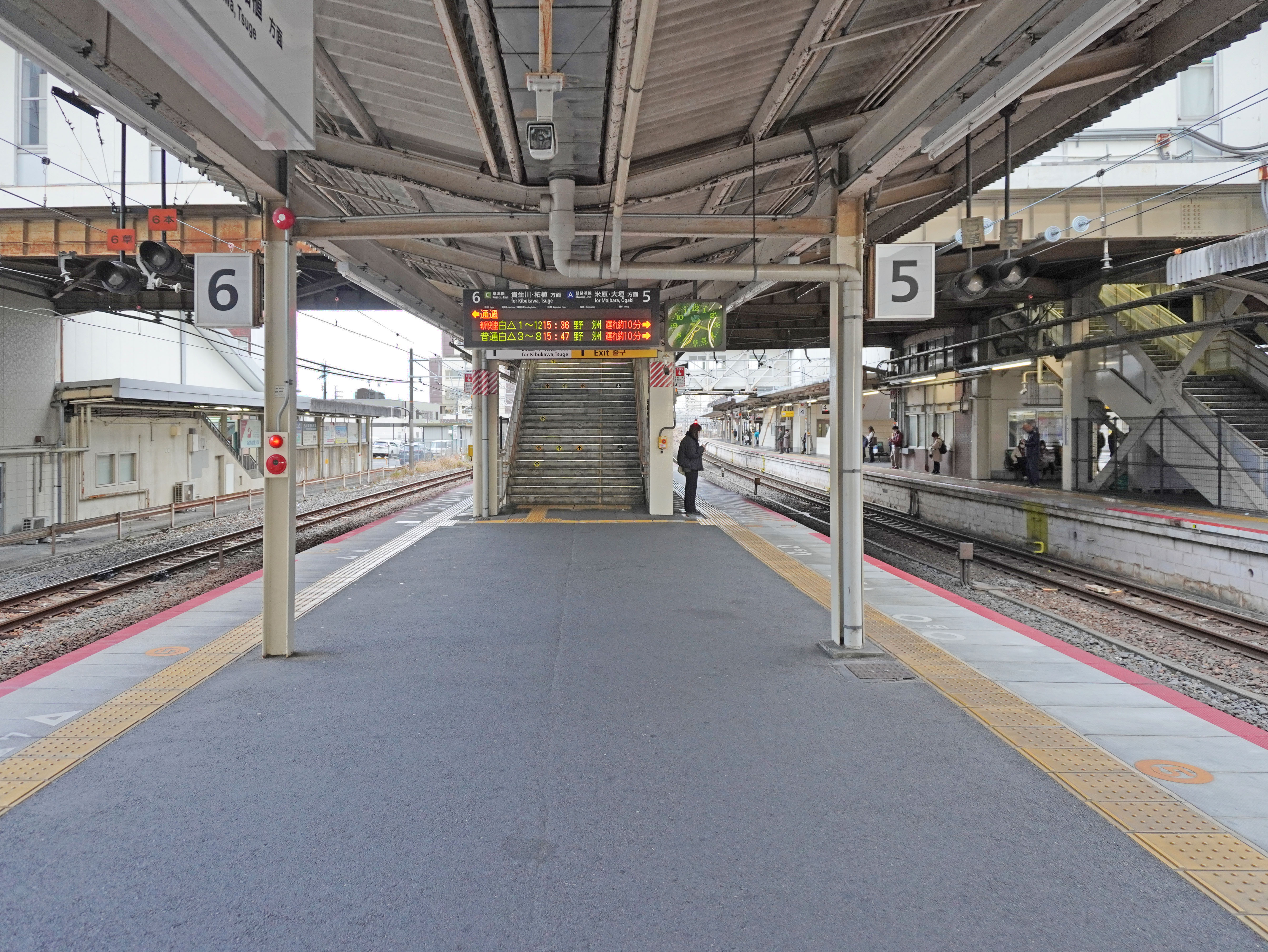
5・6番のりばホーム（2022年12月）

付記事項
- 島式ホームを計3面8線を持つ[18]。東京方には東海道本線（琵琶湖線）の上下を挟んで中央に有効長260 mの電留線（折り返し施設）が設けられ、列車が東海道本線をまたいで草津線に入れる高架橋が設けられている[18][23]。草津を境に東京方が複線、神戸方が複々線であるが、方向別複々線[2]のため上下線の列車で平面交差が生じていない[18]。
- 上下線の外側には有効長600 mの貨物待避線が設置されている[23]。京都方から草津線へ入る列車は5・6番線に入線してから東海道本線をオーバーパスするが、それ以外の草津線の列車は1・2番線から発着する[18]。
- 当駅は駅長が配置された直営駅であり、管理駅として東海道本線の安土駅・近江八幡駅・篠原駅・野洲駅・守山駅・栗東駅・南草津駅と、草津線内のすべての中間駅を管理している。IC乗車カード「ICOCA」の利用エリア内である。

運転線路呼称
- 草津1番線（1番のりば、草津線）
- 1番線（2番のりば、草津線 - 東海道本線）
- 2番線（ホームなし、東海道本線下り待避線、2番のりばと3番のりばの間）
- 3番線（3番のりば、東海道本線下り外側線）
- 4番線（4番のりば、東海道本線下り内側線）
- 5番線（5番のりば、東海道本線上り内側線）
- 6番線（6番のりば、東海道本線上り外側線）
- 7番線（ホームなし、東海道本線上り待避線、6番のりばの外側）

配線図
|                                          | ↑ 草津線 貴生川・柘植方面          |                                          |
| ← 東海道本線 （琵琶湖線） 米原・長浜方面 | 西日本旅客鉄道 草津駅 構内配線略図 | → 東海道本線 （琵琶湖線） 京都・大阪方面 |
| 凡例 出典:、                             |                                    |                                          |

特記事項
- 琵琶湖線ホームには終日、駅係員が常駐し旅客の整理および客扱終了合図を行っている。
- 1番のりばは行き止まり式で、草津線の到着・出発と東海道本線下り到着が可能。
- 駅の北側には4・5番線のみ出入り可能な留置線が2本あり、当駅折り返し列車が使用する。
- 駅南側に旧草津川の天井川トンネルがあるため、トンネルを越えた南側に内外転線の渡り線を持つ。
- 東海道本線下りは場内・出発と第二出発を、また上りは第一場内・第二場内と出発の各信号機を持つ停車場である。
- 草津線場内信号には1番線（2番のりば）の誘導信号機が併設されており、草津線列車を本線上り列車の後方へ連結することができる。
- JR京都・神戸線運行管理システムの導入以前は、駅自動放送を用いず、すべて駅係員の肉声で案内を行っていた。

### 駅構内の施設
- セブンイレブン・ハートイン
- デリカフェ
- 麺家
- エピソード（雑貨店）
- 日本旅行Tis草津支店
- 草津市観光案内所
- うばがもちや
- 三井住友銀行ATM
- 滋賀銀行ATM
- 駅レンタカー
- てもみん
- QBハウス

## ダイヤ

### 東海道本線
日中時間帯は1時間に7本（新快速が3本（うち1本は当駅発着）、普通（大阪方面行きは高槻駅から快速）が4本）が停車する。朝夕のラッシュ時は本数が多くなる。
優等列車
当駅には下記の特急列車が停車する。
- 「はるか」（野洲発着、ただし下り1本は当駅始発）、「ひだ」（大阪発着）、「らくラクびわこ」（米原発着：上り1本は当駅止まり）

### 草津線
日中時間帯は1時間に2本が発着するが、平日は1時間に1本となる時間帯もある。なお、朝夕のラッシュ時は京都駅方面へ直通する列車（京都行きは朝と夕方以降（平日朝は1本のみ網干駅へ直通）、京都駅始発は夕方以降）も運行される。

## 貨物取扱
2009年までは日本貨物鉄道（JR貨物）の貨物駅でもあったが、臨時車扱貨物のみの取り扱いであり、最後まで貨物列車の発着はなかった。これは一旦廃止された貨物取扱を、国鉄分割民営化直前に将来の貨物取扱再開に備え「開閉期間・取扱範囲は別に定める」として再開させたものであった。
民営化前の1986年まで旅客駅西口の北側に有蓋車用の貨物ホームが存在した。

## 駅弁
南洋軒が販売する主な駅弁は下記の通り。
- 近江牛すき焼き弁当

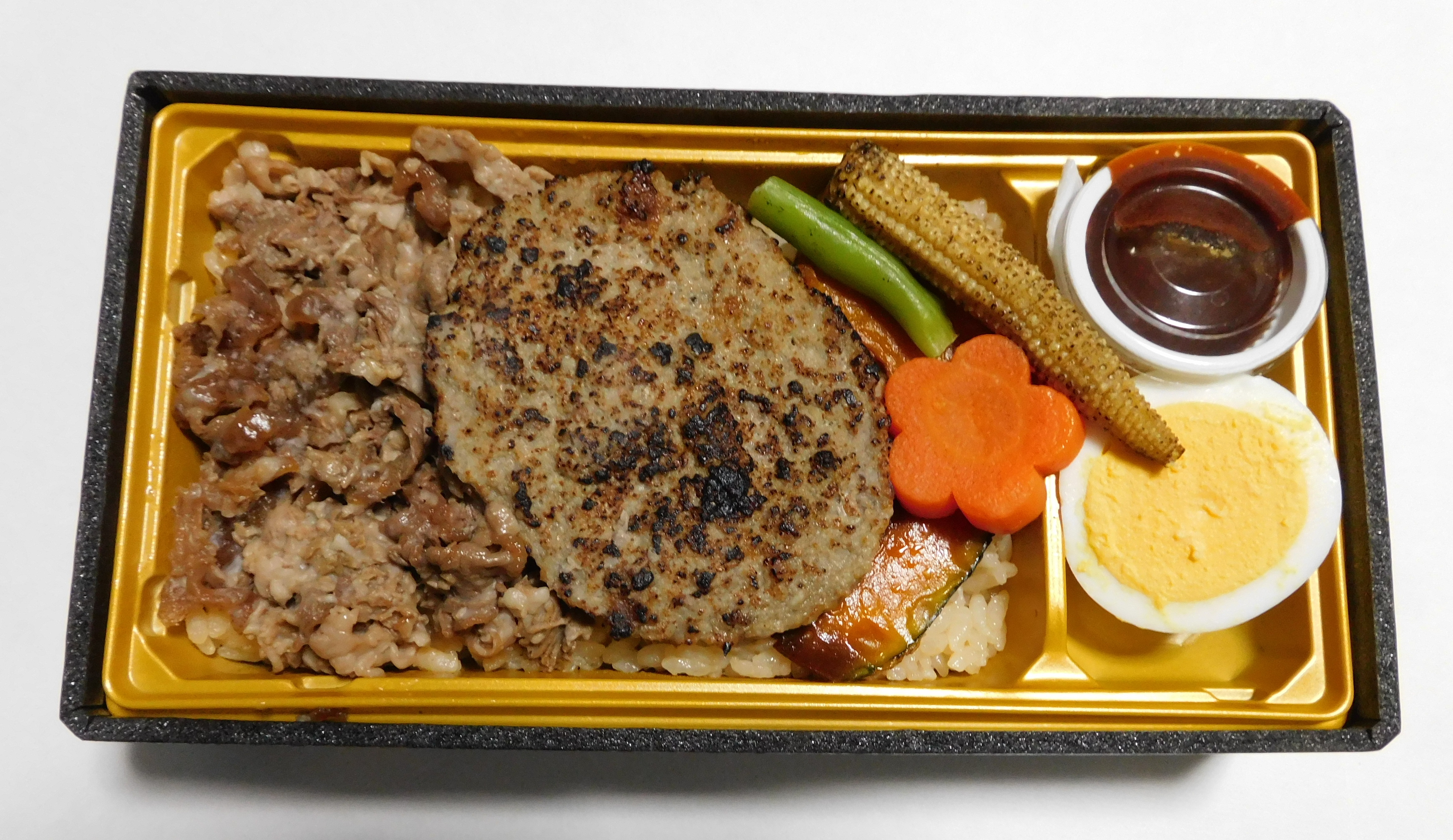
近江牛めしと松阪牛焦がしハンバーグ弁当

駅弁類は1889年7月1日の鉄道開業後、同年7月6日に草津村大路の南新助により構内営業出願、同月18日許可、8月1日販売開始である。
かつては駅構内のホーム（1番のりば・2番のりば）上に売店を設けていたが、後に閉店し、現在は駅コンコース（改札外）で販売を行っている。

## 利用状況
2023年度の1日平均乗車人員は29,057人で、JR西日本の駅では第25位である。1日当たりの利用者数では58,114人。長らく滋賀県内の駅では当駅が最も乗車人員が多かったが、2014年度に南草津駅を下回って第2位となった。しかし、2020年度は新型コロナウイルス感染症（COVID-19）の流行による影響で南草津駅の乗車人員が大きく減少し、当駅を上回る減少率を記録したため6年ぶりに再び県内第1位へ戻った。
滋賀県の県庁所在地の駅である大津駅より多く、草津線との接続駅でもある。また、さらには関空特急はるか、特急らくラクびわこの他、大津駅には停まらない特急ひだの停車駅（滋賀県内で停車するのは当駅と米原駅のみ）である。
草津駅の利用者が駅へのアクセス手段は徒歩が大半を占め、バスや自動車によるアクセスは割合が低い。
滋賀県統計書によると、近年の1日平均乗車人員推移は下表のとおりである。
| 年度               | 1日平均 乗車人員 | 出典        |
| ------------------ | ---------------- | ----------- |
| 1992年（平成04年） | 28,219           | [ 統計 4 ]  |
| 1993年（平成05年） | 28,579           | [ 統計 5 ]  |
| 1994年（平成06年） | 28,600           | [ 統計 6 ]  |
| 1995年（平成07年） | 27,195           | [ 統計 7 ]  |
| 1996年（平成08年） | 28,030           | [ 統計 8 ]  |
| 1997年（平成09年） | 28,565           | [ 統計 9 ]  |
| 1998年（平成10年） | 28,529           | [ 統計 10 ] |
| 1999年（平成11年） | 27,920           | [ 統計 11 ] |
| 2000年（平成12年） | 27,648           | [ 統計 12 ] |
| 2001年（平成13年） | 27,231           | [ 統計 13 ] |
| 2002年（平成14年） | 26,887           | [ 統計 14 ] |
| 2003年（平成15年） | 26,882           | [ 統計 15 ] |
| 2004年（平成16年） | 27,023           | [ 統計 16 ] |
| 2005年（平成17年） | 27,031           | [ 統計 17 ] |
| 2006年（平成18年） | 27,831           | [ 統計 18 ] |
| 2007年（平成19年） | 28,134           | [ 統計 19 ] |
| 2008年（平成20年） | 28,234           | [ 統計 20 ] |
| 2009年（平成21年） | 27,622           | [ 統計 21 ] |
| 2010年（平成22年） | 27,654           | [ 統計 22 ] |
| 2011年（平成23年） | 27,435           | [ 統計 23 ] |
| 2012年（平成24年） | 27,687           | [ 統計 24 ] |
| 2013年（平成25年） | 28,315           | [ 統計 25 ] |
| 2014年（平成26年） | 27,966           | [ 統計 26 ] |
| 2015年（平成27年） | 28,629           | [ 統計 27 ] |
| 2016年（平成28年） | 28,854           | [ 統計 28 ] |
| 2017年（平成29年） | 29,591           | [ 統計 29 ] |
| 2018年（平成30年） | 29,632           | [ 統計 30 ] |
| 2019年（令和元年） | 29,569           | [ 統計 31 ] |
| 2020年（令和02年） | 23,947           | [ 統計 32 ] |
| 2021年（令和03年） | 25,182           | [ 統計 33 ] |
| 2022年（令和04年） | 27,446           | [ 統計 34 ] |
| 2023年（令和05年） | 29,057           | [ 統計 35 ] |

## 駅周辺
実質的表玄関は旧市街地である草津宿、県内唯一の百貨店（近鉄百貨店草津店）など大型商業施設や市役所が存在する東口である。
西口にも大型ホテルや小規模商業施設など市街地が形成されており、人の往来は多い。駅のコンコースが、駅東西の市街地を結ぶ自由通路としての役割を持つ。2013年から、草津市では、草津駅を中心に歩いて暮らせる「草津市中心市街活性化基本計画」が進められており、実際に駅前ショップやカフェの充実、草津川跡地整備工事などによって歩行者の数が増加した。
草津駅南側には2007年まで下笠道踏切という踏切が存在していた。下笠道踏切は、草津駅に西口がなかった頃から、草津市西部への連絡路として交通量が多く、開かずの踏切として知られていた。そのため自動化が遅れたが、草津駅のホーム下を抜ける自動車専用の地下道ができ、下笠道踏切は歩行者専用になって自動化された。その後歩行者専用の地下道が建設され、2007年4月6日の開通をもって、下笠道踏切は閉鎖された。

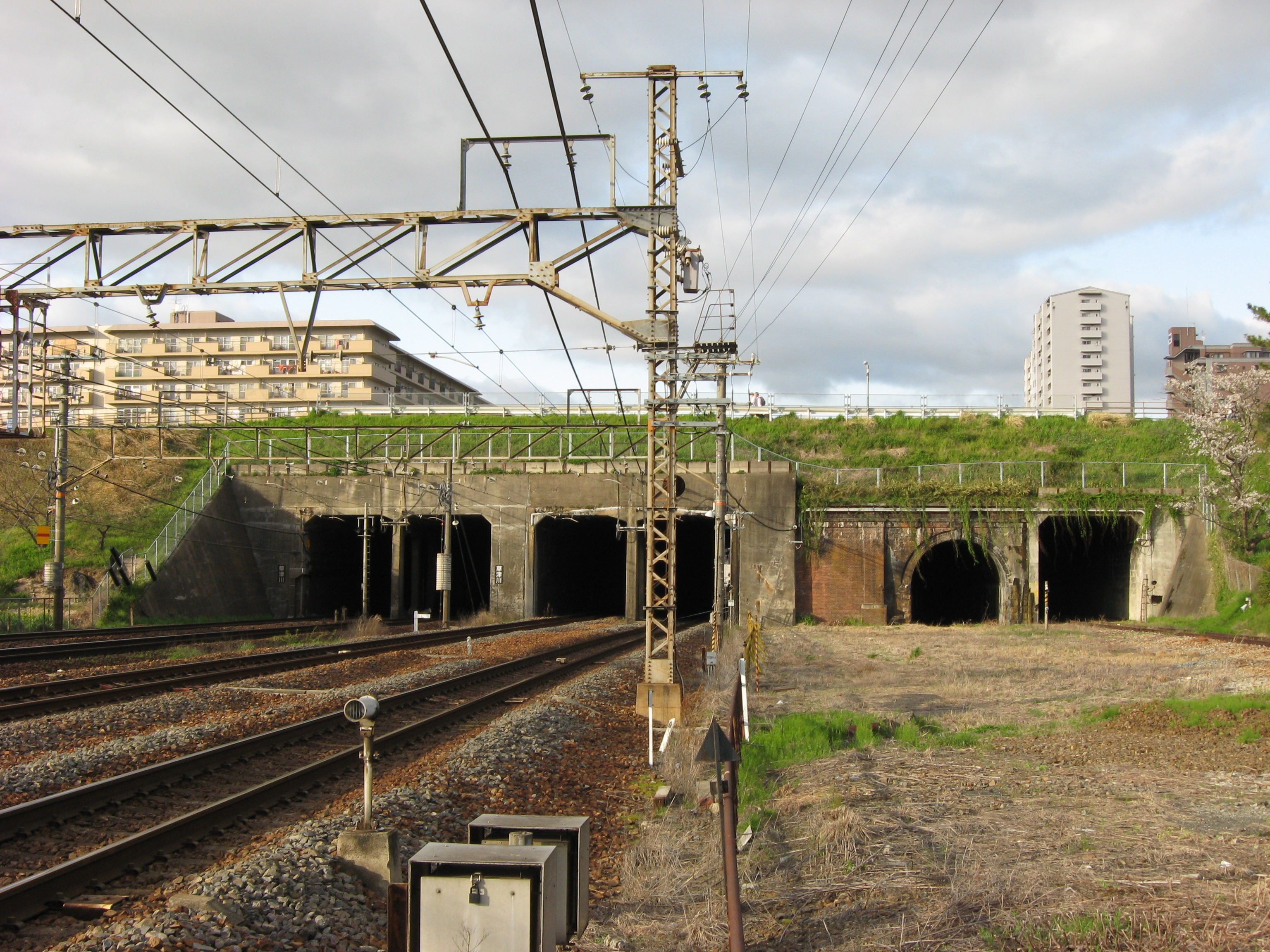
草津川トンネル。不使用の2線を含め6線のトンネルが通じている
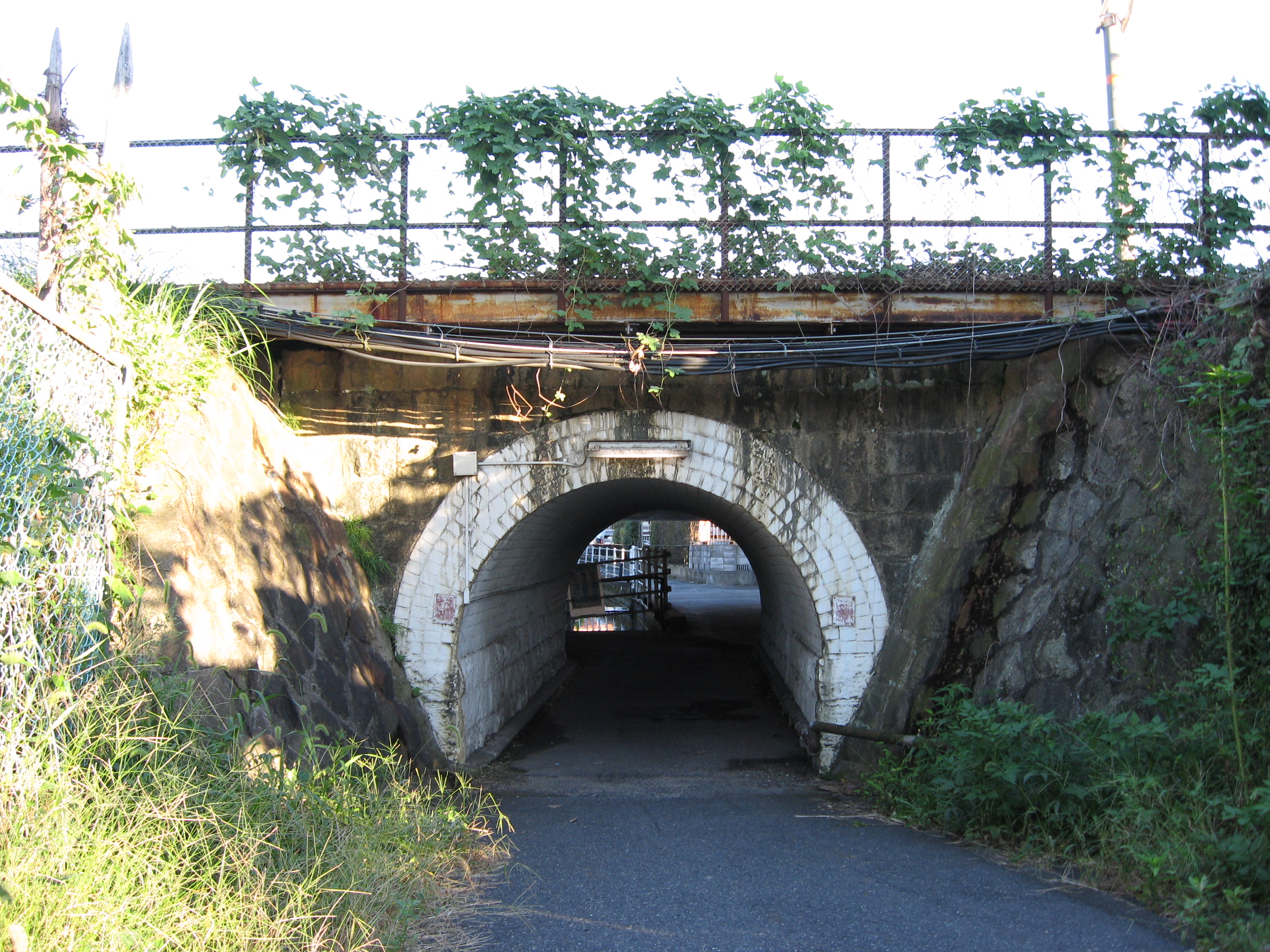
栗東駅 - 草津駅間にある高さの低いトンネル
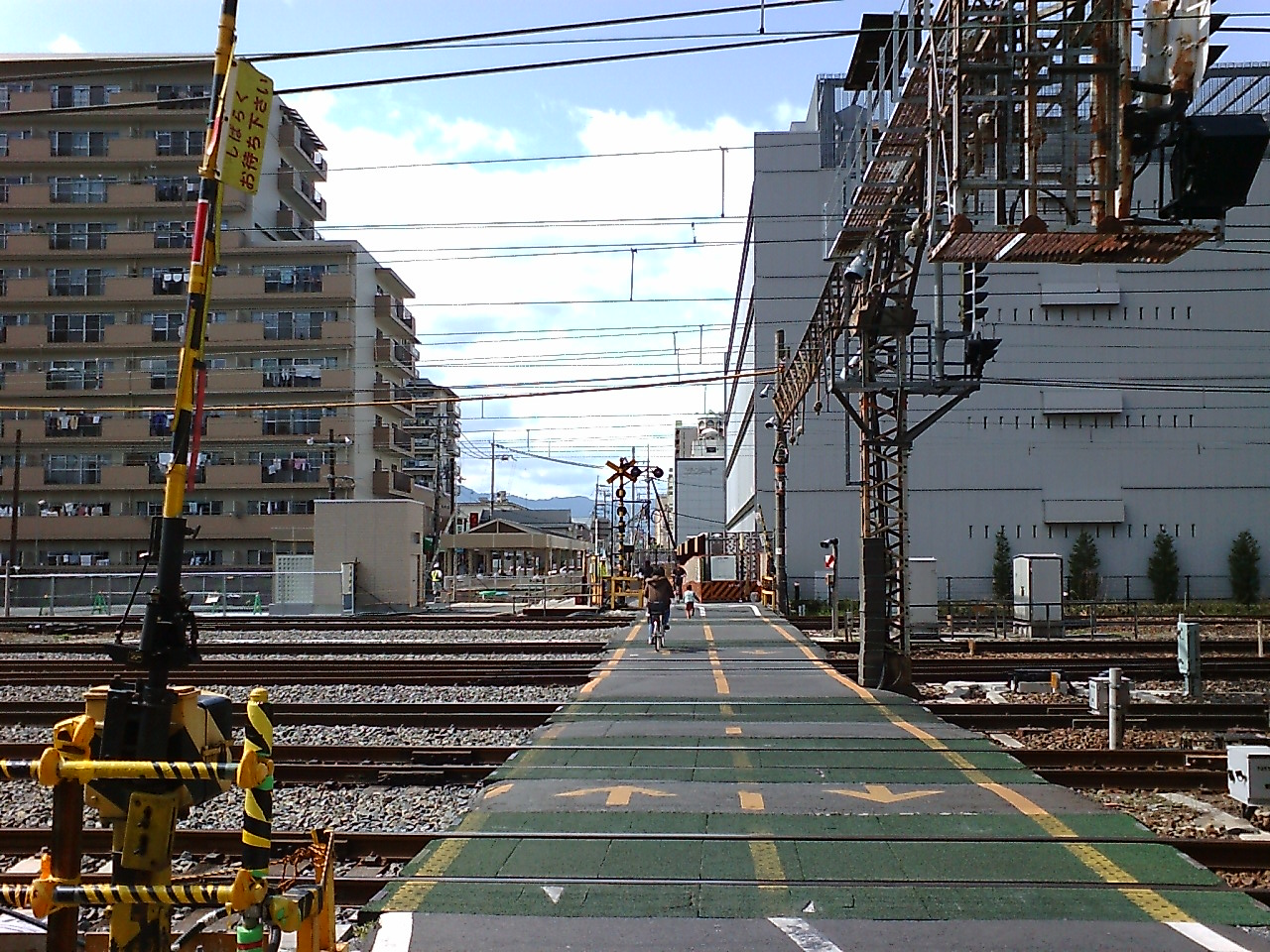
2007年4月6日で閉鎖された下笠道踏切
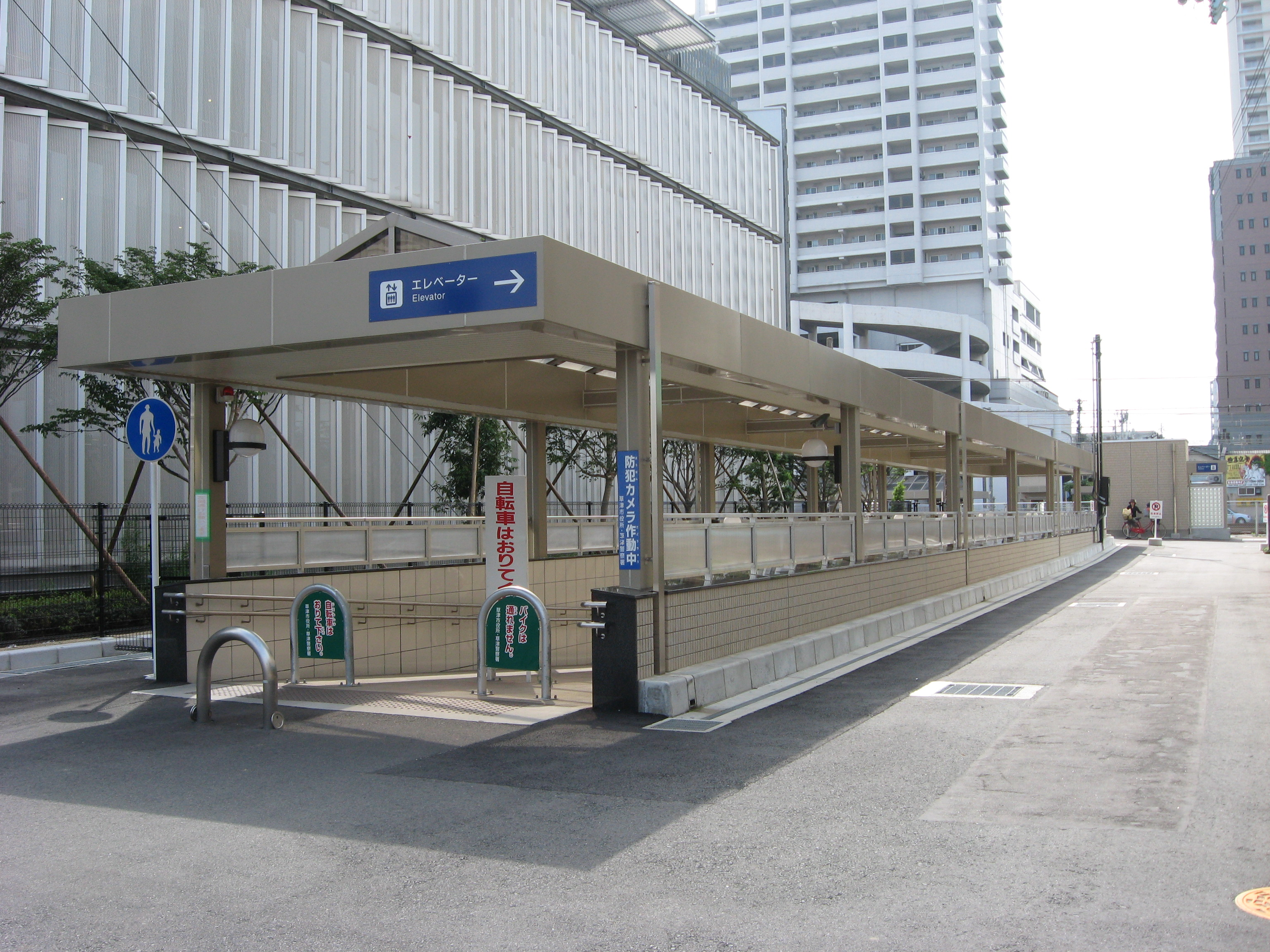
2007年4月6日に開通した歩行者専用の地下道

### 東口
1954年（昭和29年）の草津市の市制への移行による行財政制度の整備に伴う都市化、1956年（昭和31年）の東海道本線の電化に伴う鉄道駅中心とする都市構造の変化の影響により草津の商店街の中心が草津川南側の本町地区から草津駅北側の大路井地区へ移り変わった。
1966年（昭和41年）7月に国道1号と駅前広場を結ぶ都市計画道路が開通する。1967年（昭和42年）3月に駅前広場は約3倍の4200平方メートルに拡張され、路線バスやタクシーの乗り場が新たに整備された。駅前にあった国鉄官舎などの建築物は移転して駅前広場周辺に再立地した。その翌年の1968年（昭和43年）には大型店のヒカリ屋と平和堂が草津駅前に進出・出店した。この影響で、草津川南側の商店街の衰退化が著しくなった。
1970年（昭和45年）に草津市は専門家に草津市駅前再開発計画の立案を依頼し、1971年（昭和46年）6月に公表して駅前地区を5ブロックに分けて再開発する計画を立てたが、踏切の立体交差化に対する反対や国鉄用地の買収の停滞によりこの計画は一度頓挫した。次いで1974年（昭和49年）に草津市は再び再開発計画を立案し、総面積4万8千平方メートルの駅前地区を5ブロック（A-F地区）に分けた案を立てた。このうち、駅東口広場の南側にある「A地区」では権利者たちが「クリーン街づくり研究会」を結成し、1981年（昭和56年）11月に草津駅前A地区市街地再開発準備組合を発足させた。1982年（昭和57年）4月に設計業者に依頼してモデルプランを公表し、「スーパーでは得られないシティ間隔にあふれたナウイ施設」をスローガンとした商業施設を建設し、立体駐車場や駅との連絡通路を設ける予定となった。その後、1985年（昭和60年）12月1日に草津駅前A地区再開発組合を設立し、1986年（昭和61年）12月1日に建築物の工事に着工された。1989年（平成元年）4月1日に「エルティ932」として開業した。エルティ932が開業する前年の1988年（昭和63年）12月10日に草津駅東口から国道1号へ通じる都市計画道路（通称名：サンサン通り）が開通した。
- エルティ932・ガーデンシティ草津
- 草津市役所
- 滋賀県南部振興局
- 近鉄百貨店草津店
  - 三井住友銀行草津支店 - 滋賀県内で初出店[44][45][46]。金融機関の支店では日本初のシャッターを設置していない店舗で[46]、西日本の同行の店舗では初めてのキャッシュレス店舗[45][46]。
  - プラグス マーケット 草津店 - ハンズと近鉄百貨店との新業態店舗（第1号店）[47][48]。
- くさつ平和堂（平和堂第2号店）
- 阪急オアシス 草津店
- 草津宿本陣（東海道五十三次） - 近隣に追分道標や草津宿街道交流館がある。
- 草津市立草津中学校
- 草津市立草津小学校
- 草津市立草津第二小学校
- 草津川跡地公園 de愛（であい）ひろば[49]
- niwa+（ニワタス）
- 草津市立市民総合交流センター（キラリエ草津）
- スーパーホテル 滋賀・草津国道1号沿
- 京都中央信用金庫 草津支店・草津駅前支店 - 草津支店は西口にあった旧支店から移転し、草津駅前支店と統合した（店舗内店舗方式）[50]。
- 京都信用金庫 草津支店

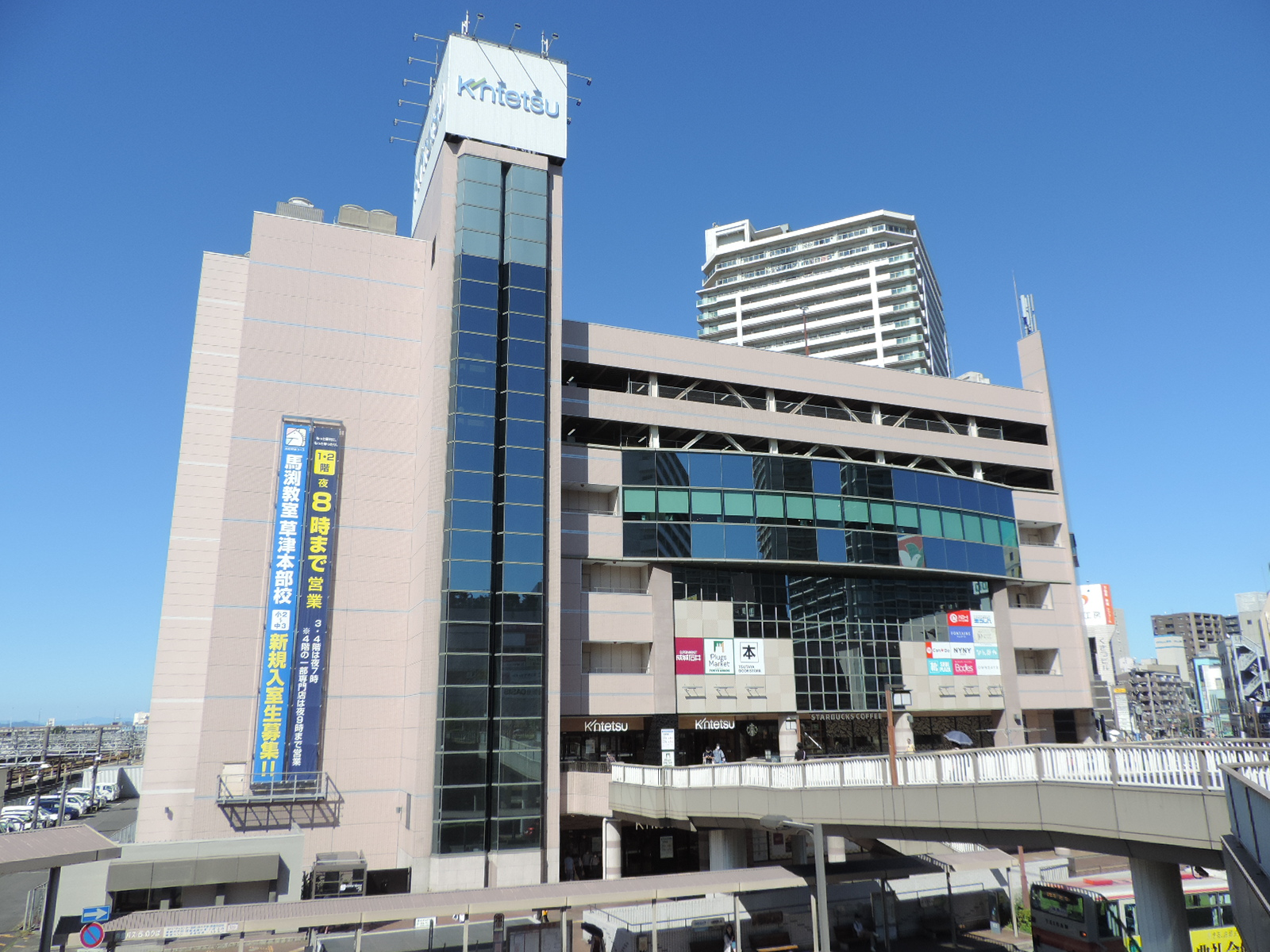
近鉄百貨店草津店
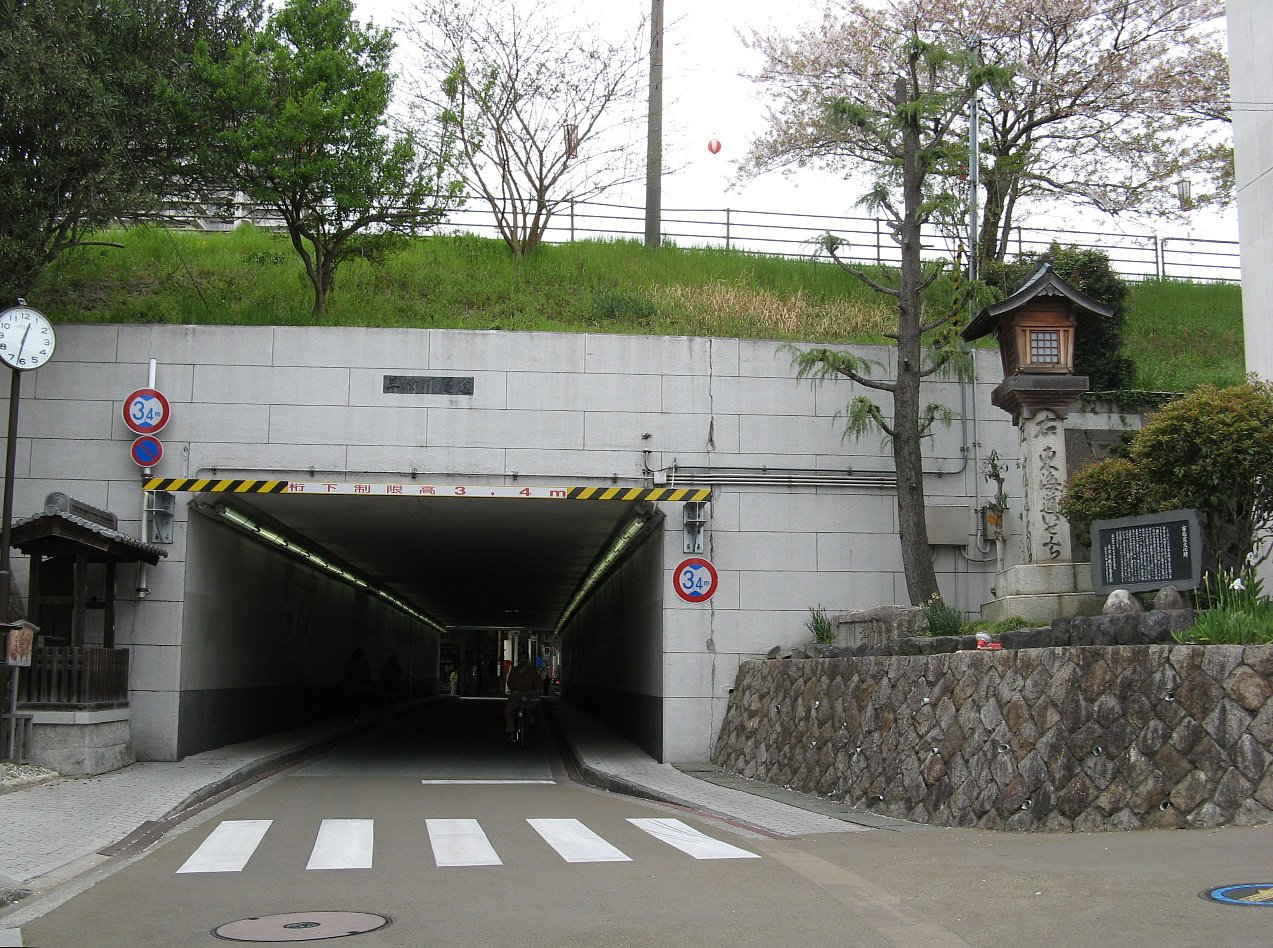
追分道標。東海道（右折）と中山道（直進）の分岐点（道標は右側）
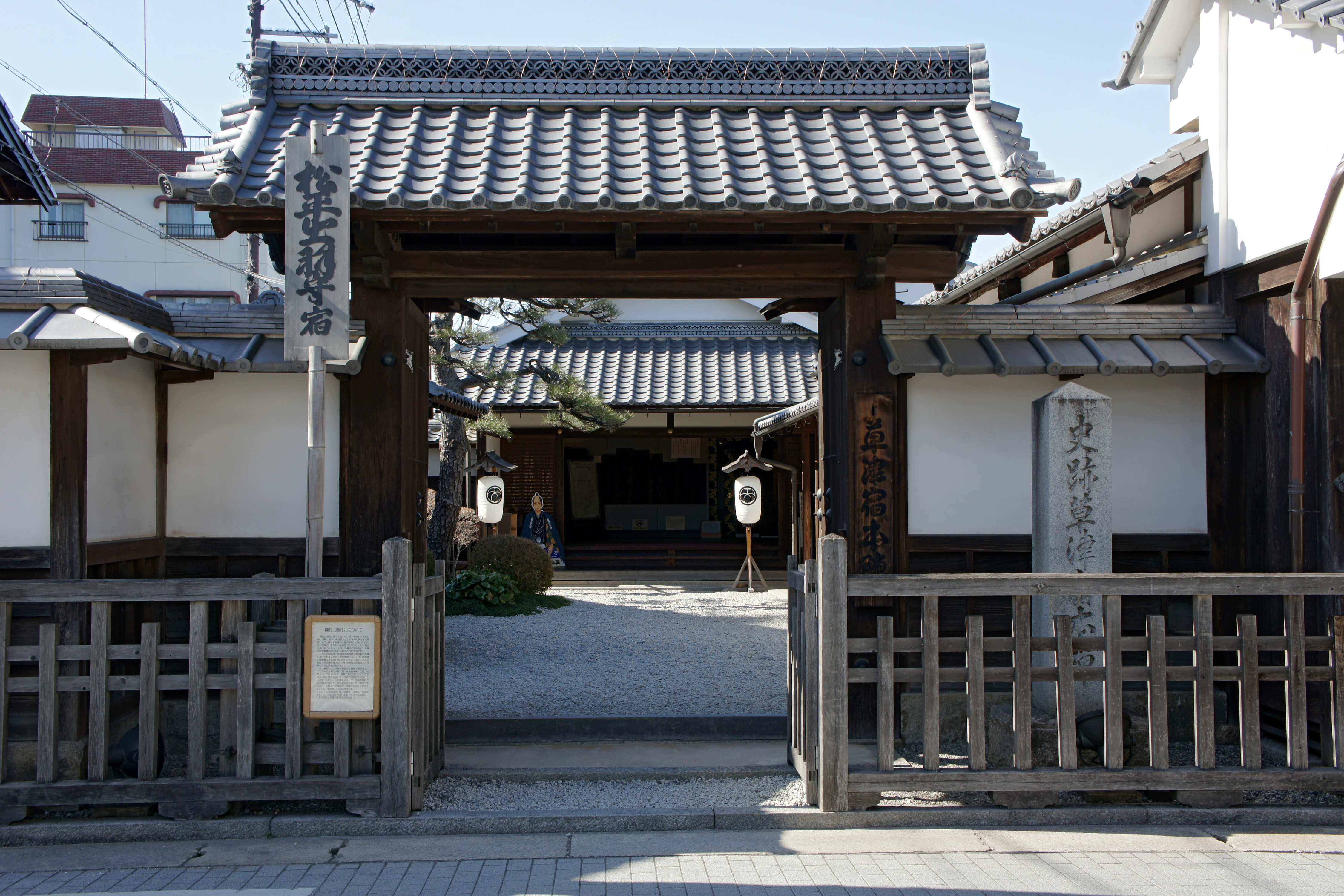
草津宿本陣
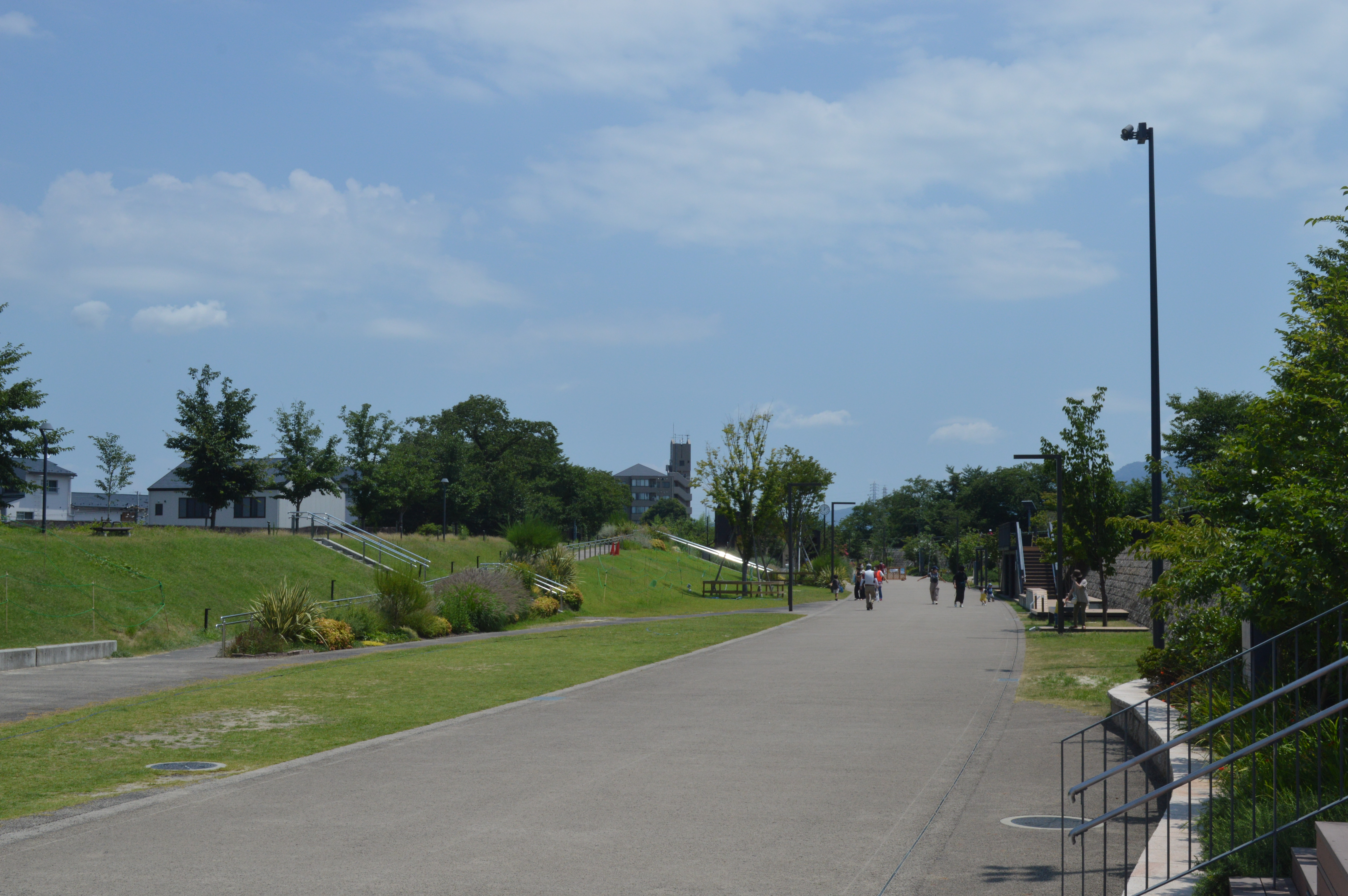
草津川跡地公園 de愛（であい）ひろば

### 西口
1968年（昭和43年）3月に西口が完成。当時草津駅の乗降客は4万人だったが、そのうちの1.6万人は駅西側に居住していた。完成までは駅を利用するには1日200回・13時間も遮断する下笠か渋川の踏切を渡らなければならず、駅西口への要望が強かった。駅西口の完成時までに3400平方メートルの駅前広場と幅員22メートル、延長65メートルの取り付け道路が新設され、琵琶湖方面へのバスターミナルが併設された。なお、タクシーが配車されるようになったのは1972年（昭和47年）2月以降である。
- エイスクエア（大型ショッピングモール）
  - アル・プラザ草津
- オムロン草津事業所
- アイフル草津コンタクトセンター
- 草津郵便局
- 滋賀県草津警察署
- 野村運動公園
  - 多目的グラウンド
  - くさつシティアリーナ（YMITアリーナ）
- 草津市立プール（インフロニア草津アクアティクスセンター）
- ホテルボストンプラザ草津びわ湖
- クサツエストピアホテル
- 近商物産 - クリスマスブーツの製造をメインとする企業[52]。同社が「クリスマスブーツ発祥の地」という説もある[53][54]。
- 滋賀県立草津高等学校
- 滋賀県立草津東高等学校
- 滋賀県立湖南農業高等学校
- 綾羽高等学校
- 京都信用金庫 草津西支店

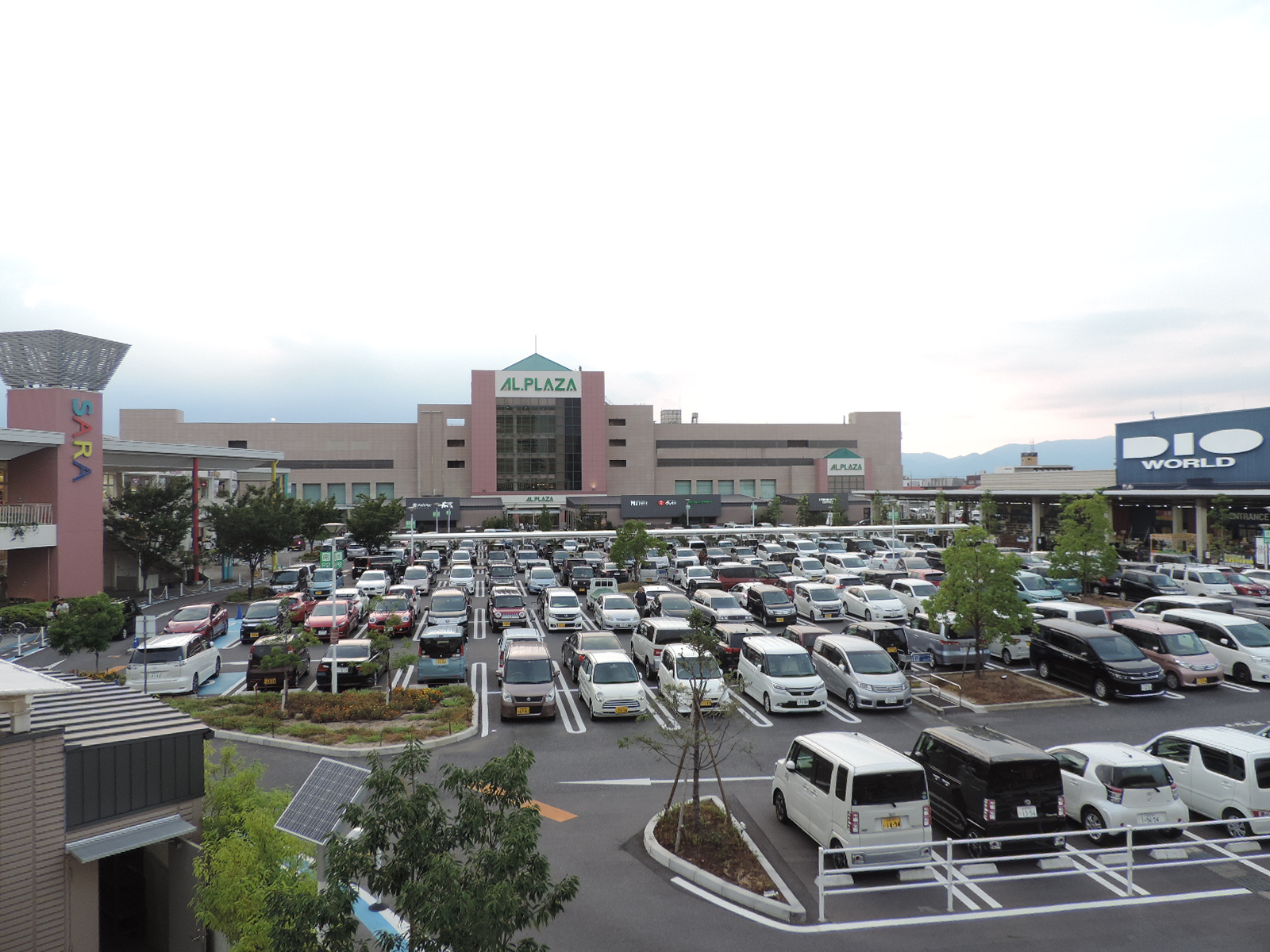
エイスクエア
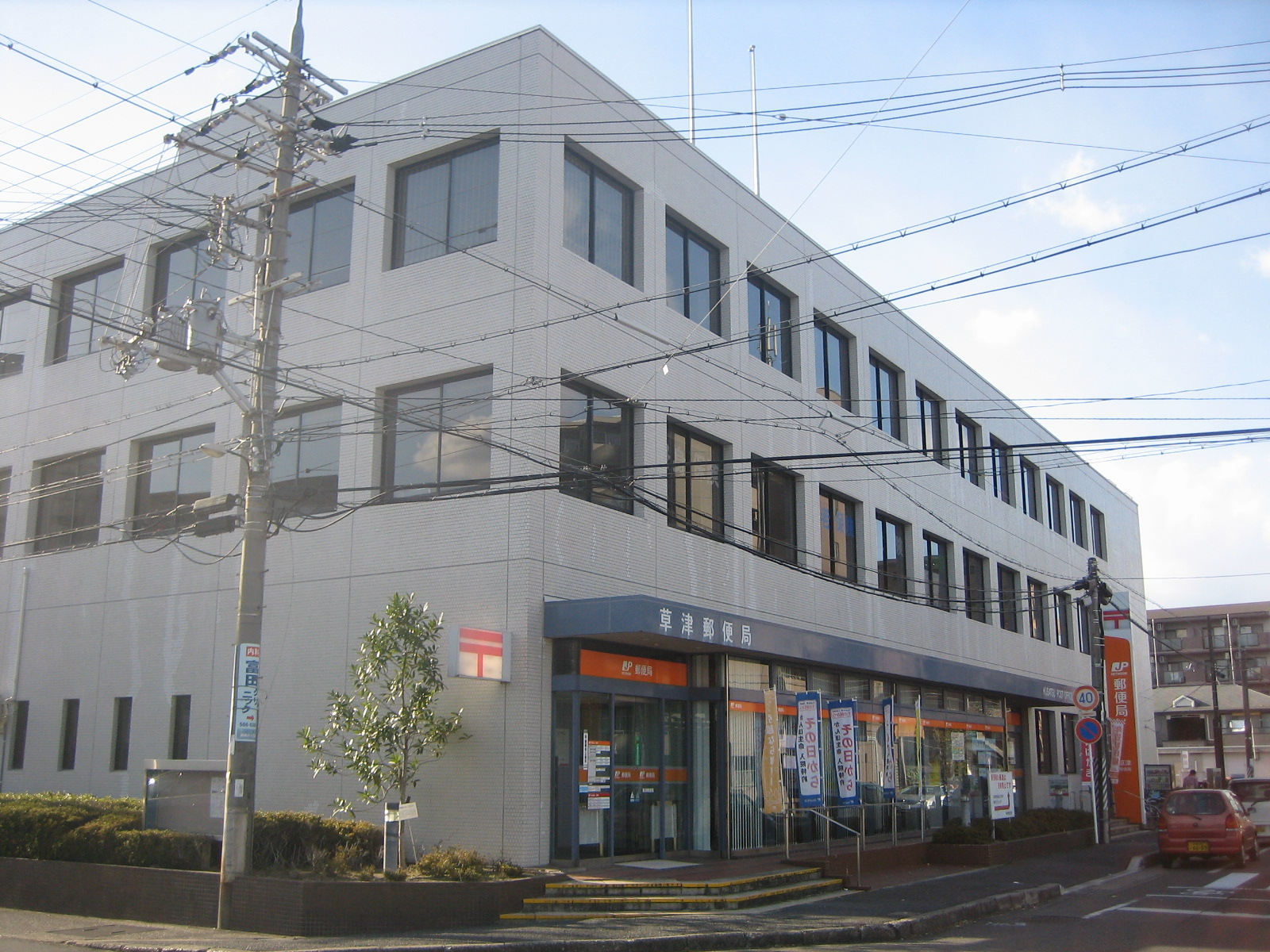
草津郵便局
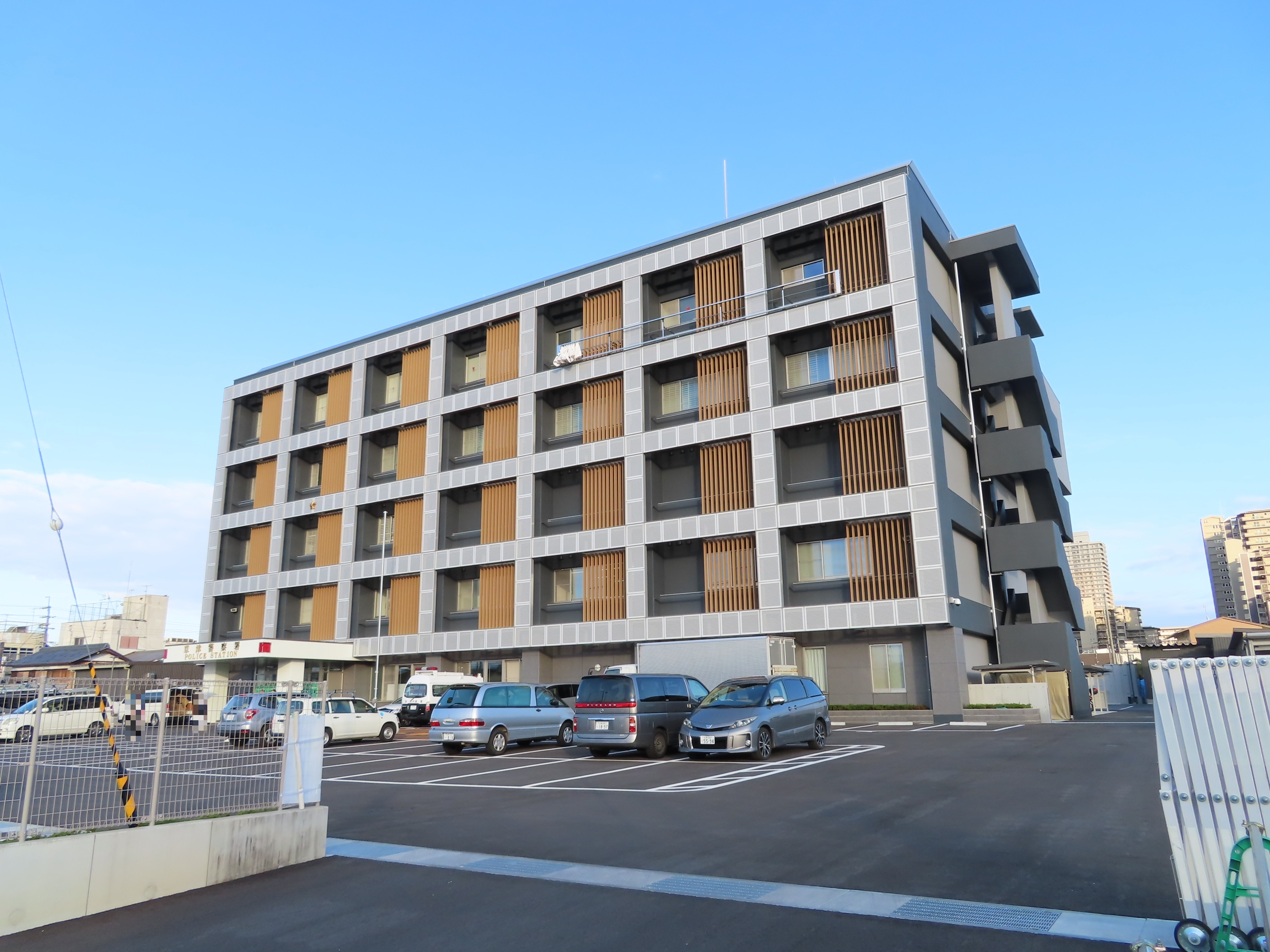
滋賀県草津警察署
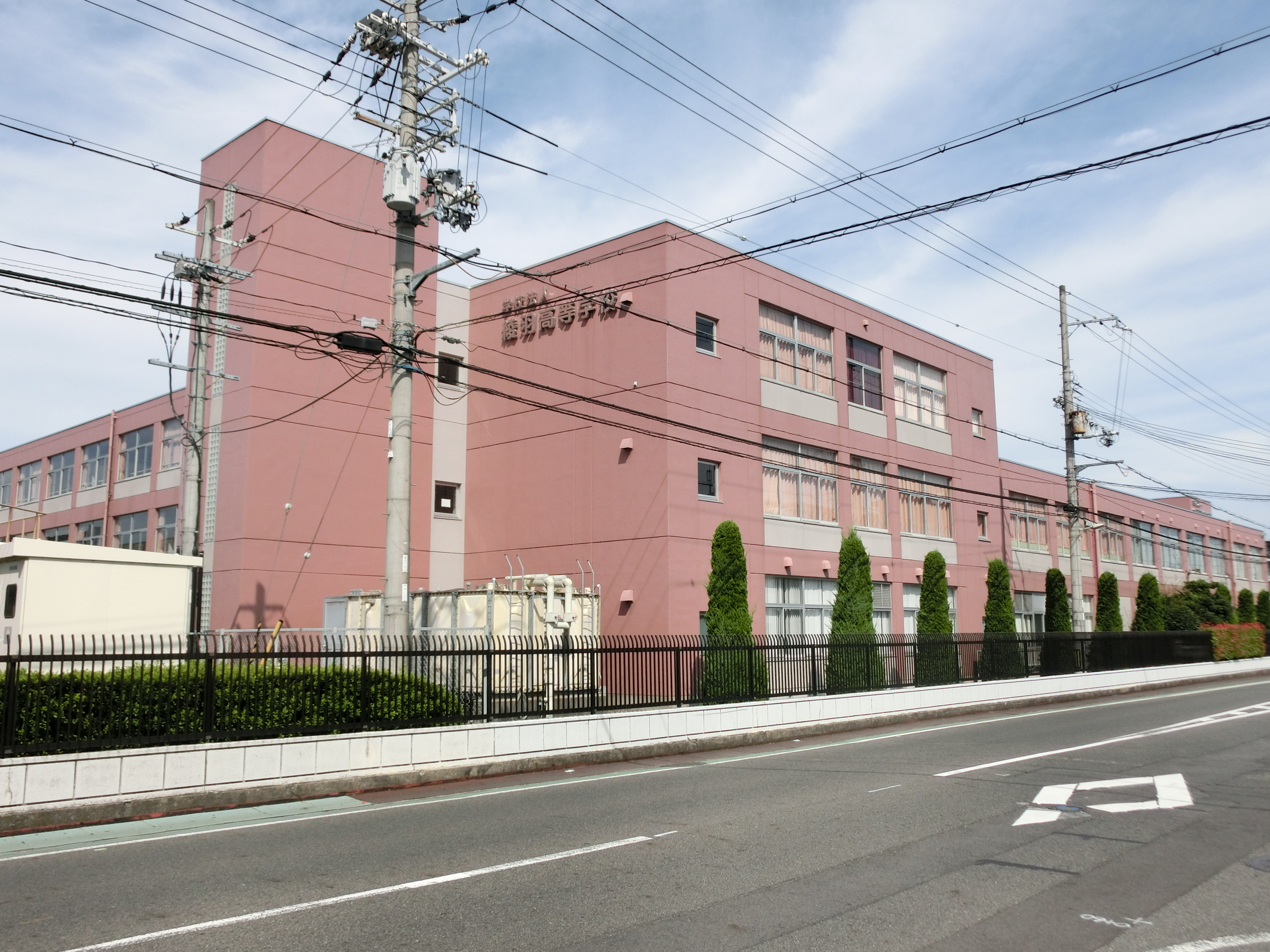
綾羽高等学校

## バス路線

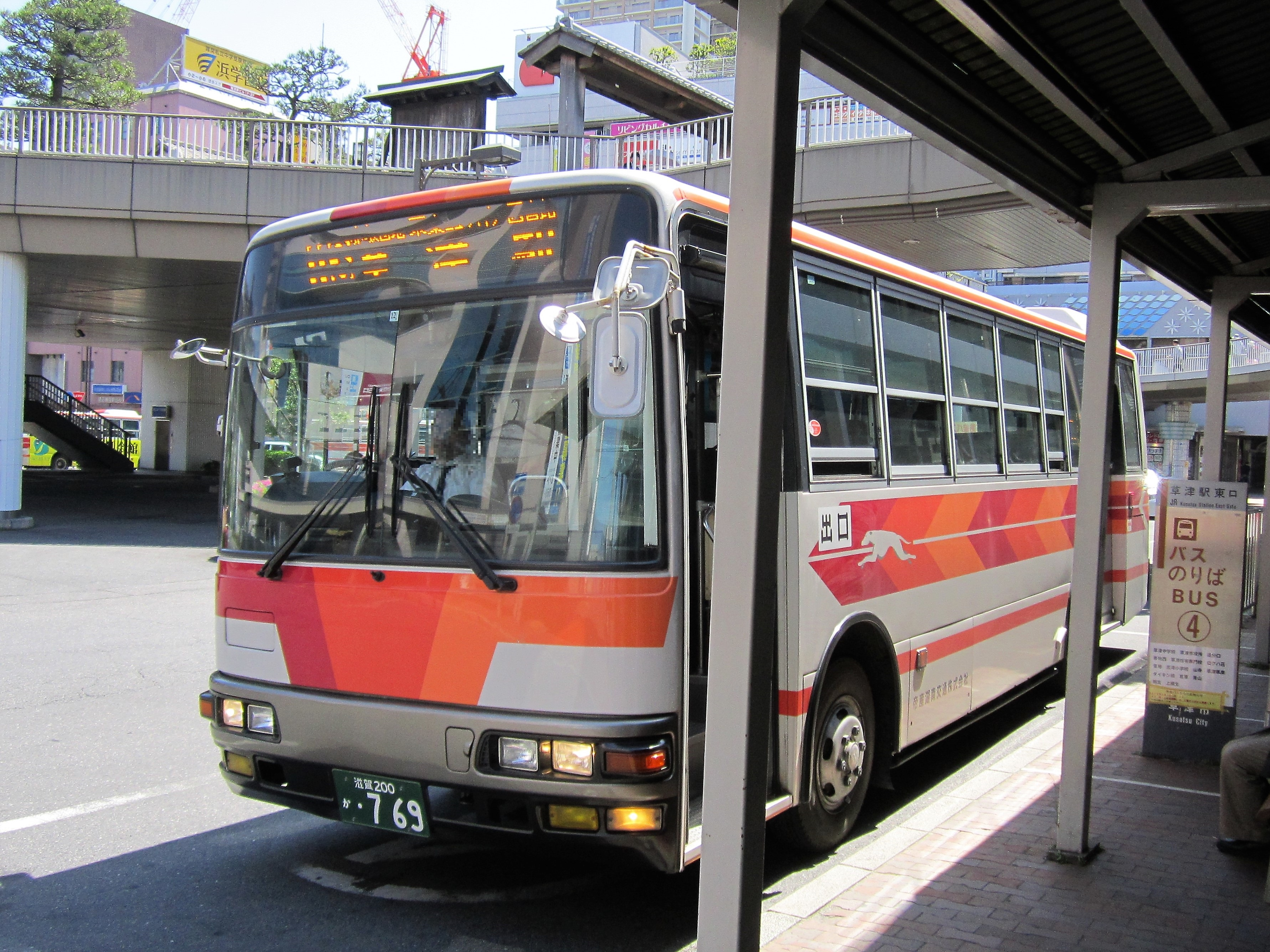
帝産湖南交通の路線バス（東口：4番乗り場（2019年5月））

近江鉄道バス、帝産湖南交通（東口のみ）、滋賀バス（東口のみ）の路線バスとまめバス(草津市)、草津・栗東・守山くるっとバス（西口のみ）、くりちゃんバス（東口のみ）のコミュニティバスが乗り入れるが、事業者ごとに乗車位置が異なり、同じ行き先でも乗車位置が異なるため、利用者には分かりづらいといえる。
| 草津駅     | 草津駅         | 草津駅                                                                                              | 草津駅 |
| 乗り場     | 運行事業者     | 系統または路線名・行先                                                                              | 備考 |
| ---------- | -------------- | --------------------------------------------------------------------------------------------------- | --- |
| 1          |                | （使用停止中）                                                                                      | （使用停止中） |
| 2          | 近江鉄道バス   | 草津立命線：立命館大学                                                                              | 平日のみ運行 |
| 2          | 近江鉄道バス   | 草津医大線：県立長寿社会福祉センター                                                                | 平日の朝に1便のみ運行 |
| 3          | 帝産湖南交通   | 83：草津駅                                                                                          | 岡・小柿循環（クレハ前、目川住宅前方面） |
| 4          | 帝産湖南交通   | 53：青山五丁目 153：上桐生 653：上桐生（岡本 - 桐生は直行） 753：上馬場ダイキン東 853：サンスター前 | 53：土曜・休日は朝と夕方以降にごく少数のみ運行 53・153：平日の朝に運行する一部の便は伏見倉庫を経由 653：土曜・休日の朝に2便のみ運行 753・853：平日の朝と宵のうちのみ運行 （注：平日の日中時間帯に運行する便は草津市役所を経由） |
| 4          | 帝産湖南交通   | 253：ロクハ荘 353：草津技術専門校                                                                   | 253：平日の朝と夕方から宵のうちのみ 353：平日朝に2便のみ運行 |
| 4          | 帝産湖南交通   | 453：草津車庫                                                                                       | （注：平日の日中時間帯に運行する便は草津市役所を経由） |
| 5          | 帝産湖南交通   | 113：コミュニティセンター金勝 193：大野神社参道入口 213：トレセン西住宅                             | 113：朝と夕方以降のみ運行 193：土曜・休日の日中時間帯に運行 213：土曜・休日は日中時間帯にごく少数のみ運行 |
| 5          | 帝産湖南交通   | 413：草津駅                                                                                         | 栗東市役所循環（目川、聾話学校、栗東中学校方面） |
| 5          | くりちゃんバス | 草津駅・手原線：なごやかセンター                                                                    | 土曜・日曜・祝日運休 （一部の便は栗東駅東口または市役所前止り） |
| 6          | 滋賀バス       | 草津伊勢落線：伊勢落 / 石部駅                                                                       | 平日のみ運行（石部駅行きは午後に2便のみ運行） |
| 草津駅東口 |                | | |
| 5          | まめバス       | 商店街循環線：草津駅東口                                                                            | 日曜・祝日運休 |
| 5          | まめバス       | 草津駅医大線：大学病院                                                                              | 日曜・祝日運休 |
| 草津駅西口 |                | | |
| 1          | まめバス       | 山田線：草津駅西口                                                                                  | 日曜・祝日運休 |
| 1          | まめバス       | 笠縫東常盤線：草津駅西口                                                                            | 日曜・祝日運休 |
| 1          | まめバス       | 草津駅下笠線：草津駅西口                                                                            | 日曜・祝日運休 |
| 1          | くるっとバス   | 大宝循環線：守山駅西口                                                                              | 日曜・祝日運休 |
| 1          | くるっとバス   | 宅屋線：守山駅東口                                                                                  | 土曜・日曜・祝日運休 |
| 1          | 近江鉄道バス   | 上笠平井循環線：草津駅西口                                                                          | 土曜・日曜・祝日運休（本数わずか） |
| 2          | 近江鉄道バス   | 烏丸下物線：下物 / 琵琶湖博物館                                                                     | 一部の便は下物（おろしも）止り |
| 2          | 近江鉄道バス   | 近江大橋線：浜大津 浜街道線：近江大橋口 / 瀬田駅 南草津西口線：南草津駅西口                         | 一部の便は陽の丘団地口止り （瀬田駅行き：平日夜のみ） |

付記事項

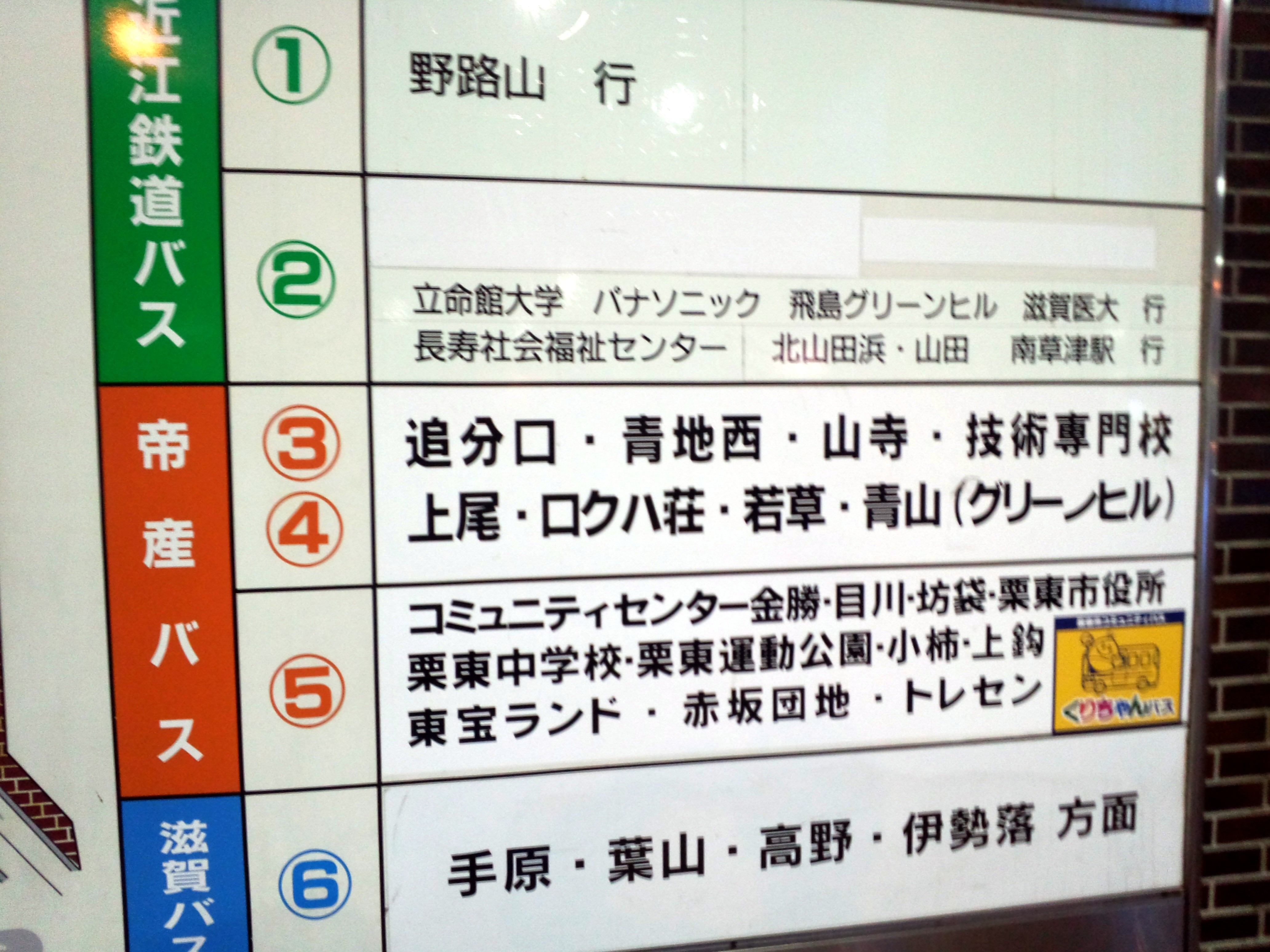
東口側のバス乗り場案内（2011年6月。当時は野路山行きの路線もあった）

- 草津市の市制施行以降は当駅を中心としたバス路線の開設や本数の増加が見られ、昭和40年代以降は当駅を起点とした新興住宅地や工業地域への新規路線の開設が見られた[56]。
- かつては1番乗り場に近江鉄道バスの野路山線（草津駅 - 野路山）が発着していたが、路線廃止に併せて乗り場の使用が停止された。
- 草津駅前地下駐車場で改修工事が行われたため、2023年（令和5年）1月23日 - 同年3月31日は西口バス乗り場の入替えが行われた[交通 3][交通 4]。

過去の路線に関して
- 1984年（昭和59年）時点では、国鉄バスも乗り入れていた[57]。
- かつては西口にも帝産湖南交通の乗り場（3番乗り場）が設けられていたが、駅西口を発着する路線はすべて廃止された。

## 隣の駅
西日本旅客鉄道（JR西日本）
 琵琶湖線（東海道本線）
- 特急「ひだ」「はるか」「らくラクびわこ」停車駅（「らくラクびわこ」4号は当駅止まり）

■新快速
守山駅 (JR-A22) - 草津駅 (JR-A24) - 南草津駅 (JR-A25)
■普通（京都駅または高槻駅から快速となる列車を含む）
栗東駅 (JR-A23) - 草津駅 (JR-A24) - 南草津駅 (JR-A25)
- 運行区間の全駅に停車する各停 (普通電車) （7両編成）は当駅着で、南草津駅方面から平日朝の上り1本のみの運転。

 草津線
草津駅 - 手原駅
- 東海道新幹線南びわ湖駅建設計画に伴い当駅と手原駅の間に草津線新駅を建設する構想があったが、新幹線新駅の建設が中止となったため具体化はしていない。

### 記事本文